# Medicina elettrodiagnostica
La medicina elettrodiagnostica o elettrodiagnostica (acronimo inglese EDX) è un metodo di diagnosi medica che acquisisce informazioni sulle patologie, registrando l'attività elettrica del corpo (ovvero la loro elettrofisiologia naturale) o quantizzando la loro risposta a stimoli elettrici esterni (potenziali evocati).
I metodi più utilizzati per registrare l'attività elettrica spontanea sono test elettrodiagnostici  come elettrocardiografia (ECG), elettroencefalografia (EEG) e l'elettromiografia (EMG).
La medicina elettrodiagnostica (anche EDX) è una sub-specialità medica di neurologia, neurofisiologia clinica, cardiologia, medicina fisica e riabilitazione. I medici che si occupano di elettrodiagnostica utilizzano tecniche elettrofisiologiche. La qualità di una valutazione medica elettrodiagnostica richiede ampie conoscenze in anatomia e fisiologia, fisica e biologia.

## Storia
Si usa far risalire l'origine della medicina elettrodiagnostica a un esperimento del 1791 di Luigi Galvani: Galvani depolarizzò i muscoli delle zampe di rana utilizzando delle asticelle di metallo per entrarvi in contatto. Lo sviluppo dell'oscilloscopio nel 1897 aumentò significativamente la capacità degli scienziati di registrare i segnali da nervi e muscoli. Tuttavia, la vera espansione della moderna medicina elettrodiagnostica  fu legata alle necessità di coloro che soffrirono di gravi lesioni durante la seconda guerra mondiale.

## Corso di studi
Le figure coinvolte nell'elettrodiagnostica raggiungono la loro formazione professionale attraverso percorsi di studio differenti nelle varie parti del mondo. In Europa gli studi sulla conduzione nervosa e l'elettromiografia fanno parte della specializzazione in neurologia, della medicina fisica e della riabilitazione o della formazione clinica neurofisiologica, come lo studio dell'ECG e la vettorcardiografia della specializzazione in cardiologia, o ancora l'elettrooculogramma e l'elettroretinogramma degli studi della specializzazione in oculistica.
Negli Stati Uniti d'America i neurologi ricevono una formazione specifica per eseguire l'elettromiografia con l'ago, conseguendo una borsa di studio in neurofisiologia clinica o in medicina neuromuscolare. I pazienti vengono generalmente indirizzati a uno specialista in medicina elettrodiagnostica se hanno sintomi quali intorpidimento, formicolio, dolore, debolezza o spasmi muscolari; le patologie più trattate sono le radicolopatia, la sindrome del tunnel carpale e neuropatie varie.
The American Board of Electrodiagnostic Medicine rilascia la certificazione per poter praticare la medicina EDX.